# Хайме I (граф Урхеля)
Хайме I (кат. Jaume I d'Urgell; исп. Jaime I de Urgel; 1320 — 15 ноября 1347) — 18-й граф Урхеля с 1336, четвёртый сын короля Арагона Альфонсо IV и Терезы де Энтенса, графини Урхеля.

## Биография
Хайме родился в Сарагосе в 1320 году. Его два старших брата умерли в детстве (Альфонсо (1318—1320) и Фадрик (1319—1320)), а его ещё один старший брат Педро унаследовал Королевство Арагон. Хайме унаследовал титул своей матери. 
В 1335 году он в Каталонии женился на Сесилии де Комменж (1321—1381), дочери Бернара VIII, графа Комменжа и виконта Тура. У них было двое детей, Педро и Изабель.
Считается, что Хайме I был отравлен своим братом в Барселоне в возрасте двадцати семи лет. Престол перешёл к его жене, Сесилии де Комменж.

## Могила

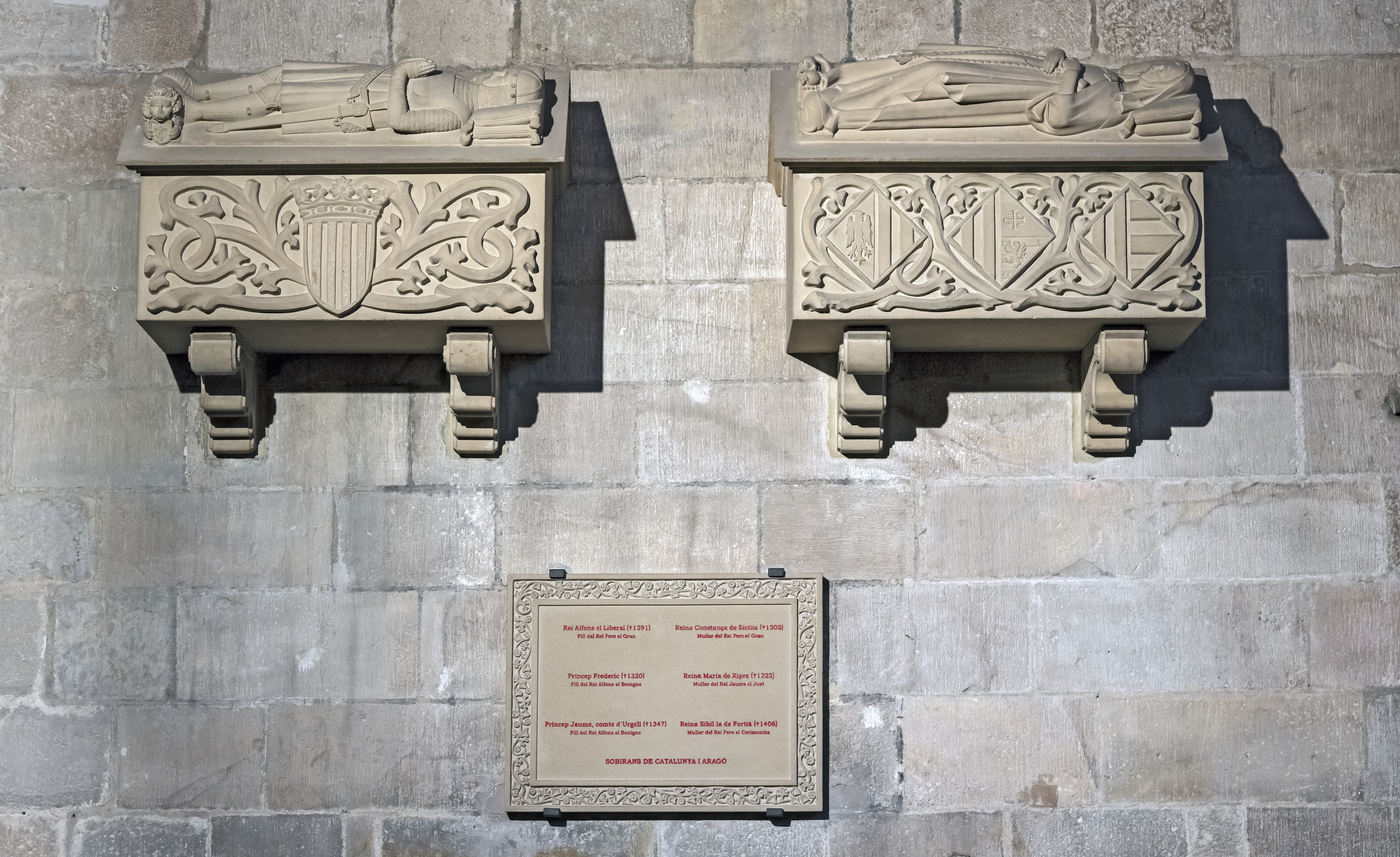
Гробница Хайме I в Кафедральном соборе Святого Евлампия (справа могила ребёнка)

Был захоронен в монастыре вместе со своим ребёнком Сан-Франсиско-де-Барселона. В 1835 году монастырь был разрушен, и останки перезахоронили в кафедральном соборе.  